# 타지크인
타지크인(타지크어: Тоҷик, 페르시아어: تاجيک, 러시아어: Таджики, 중국어: 塔吉克族, 영어: Tajik people)은 페르시아어를 사용하는 중앙아시아 출신의 이란족 집단으로 주로 아프가니스탄, 타지키스탄, 우즈베키스탄에 거주한다. 타지크인은 타지키스탄에서 가장 큰 민족이며, 아프가니스탄과 우즈베키스탄에서는 두 번째로 큰 민족이다. 그들은 서이란어군의 다양한 페르시아어를 사용한다. 타지키스탄에서는 1939년 소련 인구 조사 이후 소수의 파미르인과 야그노비인들이 타지크인으로 포함되었다. 중국에서는 이 용어가 동이란어군 파미르 제어를 사용하는 신장 자치구의 투지크족인 파미르인을 가리키는 데 사용된다. 아프가니스탄에서는 파미르인이 별도의 민족 집단으로 간주된다.
자체 명칭으로서, 이전에 동페르시아인이나 이란인을 지칭하는 표현으로 일부 경멸적인 표현이 쓰였던 문학적 신 페르시아어 타지크어는 지난 수십 년 동안 특히 중앙아시아에서 소련 통치를 계기로 받아들여지게 되었다. 타지크인의 대체 명칭은 파르시완(페르시아어 사용자)과 디그완(Деҳқон)으로, 넓은 의미에서는 "농부 또는 정착촌"을 의미하며 "유목민"과는 대조적으로 "정착민"을 의미하며, 나중에 사산 왕조와 초기 이슬람 시대에 아랍인, 튀르크인, 로마인과 대조적으로 토지를 소유한 거물 계층을 "고귀한 혈통의 페르시아인"으로 묘사하기 위해 사용되었다.

## 역사
타지크인은 다양한 페르시아어를 사용하는 이란 민족으로, 옥수스 분지, 파르나 계곡 (타지키스탄과 우즈베키스탄 일부), 옥수스 상류의 양쪽 기슭, 즉 파미르 산맥(타지키스탄의 바다흐샨)과 아프가니스탄 북동부에 집중되어 있다. 역사적으로, 고대 타지크인들은 아랍인들이 이란을 정복하기 전까지 주로 농경 생활을 하고 있었다. 이란의 이슬람화는 역사적인 호라산과 트란스옥시아나의 급속한 도시화를 야기했고, 이는 몽골의 침략이 있을 때까지 지속되었다. 살아남은 타지크인의 고대 도시 중심지로는 사마르칸트, 부하라, 후잔트, 테르메즈 등이 있다.
오늘날 타지크인은 중앙아시아의 고대 동이란인, 특히 소그드인과 박트리아인의 후손이다. 아마도 그들은 서부 이란의 페르시아인과 비이란 민족이 혼합된 다른 그룹의 후손일 것이다. 이란과 중앙아시아 역사의 선도적인 역사학자인 리차드 넬슨 프라이(Richard Nelson Frye)에 따르면 페르시아의 중앙아시아 이주는 현대 타지크인의 시작으로 여겨질 수 있으며, 동이란 박트리아인과 소그드인의 일부 요소와 함께 페르시아인이 현대 타지크인의 주요 조상으로 간주될 수 있다. 이후의 작품들에서, 프레이는 타지크족의 역사적 기원의 복잡성에 대해 확장한다. 1996년 출판물에서, 프레이는 많은 "중앙아시아에 있는 타지크족의 잔재들이 있는 민족들의 진화를 설명하는데 있어서 고려되어야만 하는 요소들"과 "중앙아시아의 민족들은, 이란어로 말할 때나 튀르크어로 말할 때나, 하나의 문화, 하나의 종교, 하나의 일련의 사회적 가치와 전통들을 가지고 있고, 오직 언어만이 그들을 분리한다"고 설명한다.
타지크인에 관해 브리태니커 백과사전에서는 다음과 같이 기술한다.
타지크인은 기원전 1천년 중반부터 중앙아시아와 아프가니스탄 북부에 지속적인 존재가 입증된 이란족의 직계 후손이다. 타지크인의 조상은 고대 인구인 화레즘과 박트리아(Bactria)의 핵심을 이루었고, 이들은 트란스옥시아나(Sogdiana)의 일부를 형성했다. 시간이 흐르면서 고대 타지크인이 사용하던 동이란 방언은 결국 이란과 아프가니스탄에서 사용되는 서부 방언인 페르시아어에 자리를 내주었다.

이란 동부와 서부 사이의 지리적 구분은 역사적으로나 현재나 이란 고원 중앙에 위치한 카비르 사막으로 간주되는 경우가 많다.
리처드 폴츠에 따르면 다음과 같다.
튀르크계 남성들이 종종 '결혼'하여 타지크계 여성들과 가정을 꾸렸기 때문에, 세대를 거듭할수록 혈통이 점점 더 엇갈리는 경향이 있었다. (최근 우즈베키스탄과 타지크계의 DNA 연구는 현대 우즈베키스탄인과 타지크인 사이에 주목할 만한 유전적 차이를 보여주지 못하고 있다.)— 리처드 폴츠, Chapter 4, Tajiks and Turks, The Turk–Tajik symbiosis

## 분포

### 타지키스탄
타지크족은 타지키스탄 인구의 다수(약 84%)를 차지하는 민족인데, 이는 타지키스탄 동부에 사는 파미르인까지 포함한 수치이다.

### 아프가니스탄
타지크족은 조사에 따라 다르나 아프가니스탄 인구의 약 29%을 차지하며, 이는 타지키스탄에 거주하는 타지크족보다도 많은 수이다. 이들은 국토 북부, 서부에서 주류 민족이며, 아프가니스탄의 4대 도시인 카불, 마자르-이-샤리프, 헤라트, 가즈니에서도 다수 민족이다.
아프가니스탄의 다수 민족 중 하나인 파슈툰족이나 하자라족과 달리 타지크인들은 보통 씨족사회에 속하지 않으며 그보다는 그들의 출신지에 정체성을 두는 것에 가깝다.

### 우즈베키스탄
타지크인은 우즈베키스탄에의 부하라, 사마르칸트를 포함한 일부 지역에서 주류 민족이며, 특히 수르한다리야 주에서 그 비율이 가장 높다. 우즈베키스탄의 공식 인구조사에 의하면 전국에서 타지크족의 비율은 약 4~5% 정도이나 실제로는 이보다 높은 것으로 추측되기도 하여 학자에 따라 35%까지 달한다는 추산도 있다.

### 중국
중화인민공화국에서 분류한 56개의 민족구분의 일종인 투지크족(Tujik, 塔吉克族)은 타지키스탄 동부에 사는 파미르인의 한 갈래이다. 주로 사리콜리어를 쓰는 사리콜리족(Sarikoli)에 속하며, 소수는 와히어를 쓰는 와히족(Wakhi)으로, 이들은 모두 파미르인에 포함된다. 중화인민공화국에 총 4만여 명이 있으며, 거의 대부분 신장 위구르 자치구에 거주한다. 물론 파미르인 이외의 타지크인도 거주하고 있다.

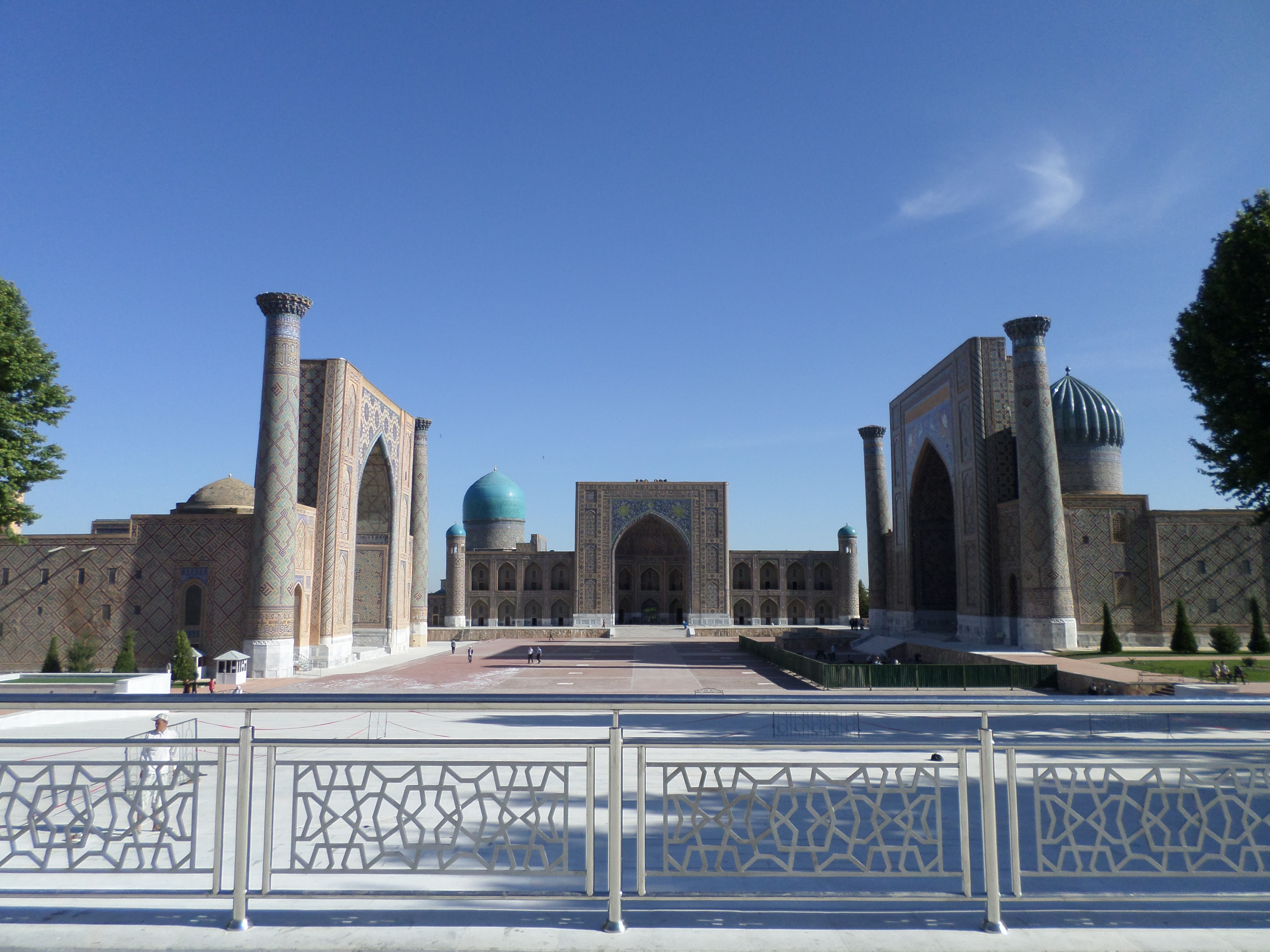

## 그 밖에 있는 모든 국가의 타지크족
그 외에 투르크메니스탄, 카자흐스탄, 캐나다, 미국, 파키스탄, 이란에도 타지크족이 있다.

## 같이 보기
- 차가타이인